# Josep Clausolles i Pontet
Josep Clausolles i Pontet (de vegades erròniament i Ponent) (Perpinyà, 1825 - Barcelona, 22 de gener de 1907) fou un ortopedista barceloní, nomenat Fill Adoptiu de Puigcerdà el 8 d'agost de 1894.
Era fill de Pau Clausolles i Arnau nascut a Tolosa de Llenguadoc i mort a Barcelona el 18 de setembre de 1858, ortopedista de professió i de Rosalía Pontet. Ell i els seus germans Eugeni (Perpinyà 1816-Barcelona1885), Emili (Perpinyà 1824) i Camil (Barcelona 1834), varen seguir les passes del pare.
És considerat, juntament amb altres membres de la burgesia barcelonina, un dels primers estiuejants de la Vila de Puigcerdà a la segona meitat del segle xix formant part de la nova corrent cultural i urbanística de la Vila. Destacà per les seves aportacions a l'Hospital de Puigcerdà, dotant-lo d'una farmaciola i equips de cirurgia per amputacions i autòpsies.
Adquirí diverses propietats als afores de la Vila que posteriorment durien el seu nom (Urbanització Clausolles), urbanitzant-les i cedint-ne a l'Ajuntament els vials, el passeig i la plaça Prats, que li valgué el nomenament de Fill Adoptiu de Puigcerdà. També fou nomenat president honorari de la "junta de l'Ensanche" el 1897. Formà part de la comissió que inaugurà la Plaça Barcelona el 1891.